# Ајсе
Ајсе (фр. Aïssey) насеље је и општина у источној Француској у региону Франш-Конте, у департману Ду која припада префектури Безансон.
По подацима из 2011. године у општини је живело 162 становника, а густина насељености је износила 15,18 становника/km². Општина се простире на површини од 10,67 km². Налази се на средњој надморској висини од 418 метара (максималној 599 m, а минималној 370 m).

## Демографија
| 1962. | 1968. | 1975. | 1982. | 1990. | 1999. | 2011. |
| ----- | ----- | ----- | ----- | ----- | ----- | ----- |
| 149   | 160   | 144   | 137   | 163   | 166   | 162   |

График промене броја становника у току последњих година